# Lägh da Bitabergh
Lägh da Bitabergh je jezero u blizini prijevoja Maloja u Val Bregaglia, Graubünden, Švicarska.
Do jezera se može doći planinarskom stazom iz Maloje za oko 40 minuta hoda. Od Lägh da Bitabergha dalje pješačke staze vode do Lägh da Cavloc (45 minuta) ili strmim poutem do Motta Salacina i Pass dal Caval.

## Vanjske poveznice
|  | Zajednički poslužitelj ima još gradiva o temi Lägh da Bitabergh |